# Le Dragon de Knokke
 (septembre 2022).
Motif : Article à retravailler.
Le Dragon de Knokke est une  sculpture monumentale réalisée entre 1973 et 1975 par Niki de Saint Phalle. C'est un dragon-maison qui sert de maison de jeux. Il existe une maquette du projet en résine peinte réalisée par l'artiste avant la construction 51 × 121 × 170 cm, collection particulière. La sculpture monumentale elle-même  est située dans le quartier de Knokke dans la commune belge de Knokke-Heist, située en Région flamande dans la province de Flandre-Occidentale. Elle mesure 7 × 33,4 m. Knokke est un lieu de villégiature.  Le dragon a été classé monument historique par la municipalité qui en est désormais propriétaire,.

## Xavier, Fabienne et Roger
Niki de Saint Phalle a entrepris ce monument pour en faire cadeau à Xavier, le fils d'un couple de collectionneurs belges  Fabienne et Roger Nellens. Roger après s'être lancé dans l'élevage de poulets qu'il abandonne  parce que l'entreprise se termine par un échec (un cauchemar) est devenu peintre et collectionneur. La collection Nellens compte beaucoup d'œuvres de Niki de Saint Phalle : Adam et Ève, polyester polychrome 190 × 165 cm  et Le Rossignol sculpture construite conjointement par Niki de Saint Phalle et Jean Tinguely, polyester polychrome sur socle en fer soudé  200 × 220 × 125 cm, deux œuvres mises en vente récemment.

## Le Dragon
Il tient du Golem avec une langue en forme de toboggan, dans une large figure ronde aux très grand yeux qui servent de fenêtre. C'est un dragon bonhomme, accueillant destiné à être la maison de jeux de Xavier. La salle de jeux est au rez-de-chaussée. Au premier étage se trouvent la salle de bain, la cuisine et la chambre à coucher. Jean Tinguely et Rico Weber se sont chargés de monter la structure, aidés par un très grand nombre d'amis : Jacky Ickx, Daniel Abadie,  Marina et Michel de Grèce, Jean-Yves Mock,  Étienne Baulieu et Roger Nellens qui ont aidé Niki de Saint Phalle à peindre les figures qu'elle a tracées.
« À cette époque tu vivais à moitié avec moi, à moitié avec  Micheline. Tu voulais un enfant, moi je n'en voulais pas. C'est donc Micheline qui a été enceinte. »

## 1980 Keith Haring
Le peintre américain Keith Haring, qui a décoré les salles du casino de Knokke, a demandé à Niki de Saint Phalle la permission de décorer l'intérieur de la maison. Il y a réalisé une grande fresque de longueur inconnue.